# The Widow of Red Rock
The Widow of Red Rock è un cortometraggio muto del 1914 diretto da Wally Van che è anche interprete del film insieme a Hughie Mack, William Shea, Logan Paul e Mary Davenport.

## Produzione
Il film fu prodotto dalla Vitagraph Company of America.

## Distribuzione
Distribuito dalla General Film Company, il film - un cortometraggio in una bobina - uscì nelle sale cinematografiche statunitensi il 10 giugno 1914.